# Wondo Genet (woreda)
Cet article concerne le district. Pour la ville, voir Wondo Genet.
Wondo Genet (ou Wendo Genet,,) est un woreda de la région Sidama, en Éthiopie. Avant sa régionalisation en 2020, la zone Sidama faisait partie de la région des nations, nationalités et peuples du Sud. Situé dans la vallée du Grand Rift, Wondo Genet est bordé au sud par Malga, à l'ouest par Awasa Zuria , et au nord et à l'est par la région Oromia. Le woreda  reprend la partie nord-est de l'ancien woreda Awasa et le nom de la ville de Wondo Genet connue pour ses sources chaudes. Ses principales agglomérations sont Chuko et Kela.

## Données démographiques
D'après le recensement de 2007 mené par l'agence centrale de statistique, ce woreda compte 155 715 habitants dont 23 125 citadins, soit 15 % de sa population. Environ 83 % des habitants sont protestants, 7 % sont musulmans, 7 % sont  orthodoxes et 2 % sont catholiques.
En 2022, la population du woreda est estimée à 234 490 personnes avec une densité de population de 1 036 personnes par km2 et 226 km2 de superficie,.

## Agglomérations
Chuko qui a 18 467 habitants en 2007 est la principale agglomération recensée dans le woreda, suivie par Kela avec 4 658 habitants à la même date. La ville de Wondo Genet n'est pas mentionnée nommément dans le recensement de 2007.
Chuko et Kela qui s'appellent aussi Basha et Kala[à vérifier]  se trouvent sur la route de Shashamané, quelques kilomètres au sud de la ville thermale de Wondo Genet. Les trois agglomérations sont une vingtaine de kilomètres à l'est d'Hawassa à vol d'oiseau mais la route contourne la zone humide de Chelekeka[réf. souhaitée]. 